# Phitsanulok
Phitsanulok (tajsko พิษณุโลก) je mesto na severu Tajske in je prestolnica istoimenske province. Ima 66.106 prebivalcev.